# 叶城站
叶城站（维吾尔语：قاغىلىق بېكىتى，拉丁维文：Qaghiliq bëkiti），位于中华人民共和国新疆维吾尔自治区喀什地区叶城县，是喀和铁路上的火车站，2011年6月20日启用，现由乌鲁木齐铁路局喀什车务段管辖。

## 車站周邊
- 中国邮政储蓄银行孟咯特路支行
- 叶城县腾达贸易中心
- 叶城县烈士陵园
- 恰斯米其提乡政府
- 新藏公路（G219）起點

## 歷史
- 建于2010年。

## 外部連結
- 中国铁路客户服务中心（页面存档备份，存于）